# Ladislav Sirový
JUDr. Ladislav Sirový O.Cr. (1918  – 12. února 1992) byl český katolický kněz a v letech 1988–1992 byl 46. velmistrem Rytířského řádu křižovníků s červenou hvězdou.

## Život
Byl dvojnásobným politickým vězněm dvou režimů: v letech 1944–1945 byl vězněn v nacistických koncentračních táborech v Terezíně a Dachau, a v letech 1949–1952 pak prošel komunistickými vězeními. Odsouzen byl za údajné pobuřování proti republice, rušení obecného míru a hanobení spojeneckého státu (například posledního se měl dopustit tím, že nedovolil vyvěsit na kostelní věž vlajku Sovětského svazu).
Velmistrem řádu byl zvolen tajně v roce 1988 (30 let po smrti předchozího velmistra Josefa Vlasáka, dříve nebylo možno volbu z důvodu soustavného pronásledování církve vůbec provést); veřejně s tímto titulem začal vystupovat až po sametové revoluci. Tehdy se snažil obnovit činnost řádu, jejž v podstatě komunistický režim svojí násilnou ateizační politikou zlikvidoval. Též usiloval i o to, aby se řádu podařilo získat zpět majetek, jenž mu byl zkonfiskován po únoru 1948. Ladislav Sirový zemřel za nevyjasněných okolností na následky smrtelných zranění, která utrpěl při autonehodě. Bývá nazýván třetím zakladatelem řádu.